# Funkrundsteuertechnik
Die Funkrundsteuertechnik dient – analog zur Tonfrequenz-Rundsteuertechnik – zur Tarifumschaltung von Stromzählern oder zur Laststeuerung (Demand-Side-Management, kurz DSM) von Verbrauchern im Versorgungsnetz eines Energieversorgungsunternehmens. Als Übertragungsweg werden hierbei jedoch nicht das Stromnetz selbst, sondern eine Funkfrequenz verwendet. Die klassische Funkrundsteuertechnik nutzt eine Langwellenfunkfrequenz. Die neueste Variante der Funkrundsteuerung bedient sich einer Frequenz im UKW-Bereich auf Basis des Pagerfunks. Dieser Artikel beschreibt die klassische Funkrundsteuerung auf Basis der Langwellentechnologie.

## Entwicklung
Mit den von 1989 bis 1996 durchgeführten Postreformen (Inkrafttreten des Poststrukturgesetzes Mitte 1989) und dem damit verbundenen Wegfall der hoheitlichen Rechte der Deutschen Bundespost war die Einführung eines Rundsteuerverfahrens über Funk auch in der Bundesrepublik möglich. In anderen Ländern wie beispielsweise Großbritannien (Langwelle) oder den USA (UHF-/VHF-Band) existieren bereits derartige Systeme. In Großbritannien erfolgt die Aussendung der Steuersignale phasenmoduliert gemeinsam mit amplitudenmodulierten Sprach- oder Musiksignalen über öffentliche Langwellensender.
Anfang der 1990er Jahre gab es auch in Deutschland Bestrebungen, ein Netzsteuerverfahren mit landesweit zu empfangenden Langwellensendern zu errichten. Insbesondere der Nachholbedarf an Rundsteuersendetechnik in den neuen Bundesländern nach der Wiedervereinigung gab den Anstoß, eine zentrale Funkrundsteuer-Sendeanlage für ganz Deutschland aufzubauen. Deren Investitions- und Betriebskosten müssten wesentlich niedriger liegen als der Aufbau von konventionellen Tonfrequenz-Rundsteuersendeanlagen bei den einzelnen Netzbetreibern. Der bereits mit ausreichender Empfangsqualität in ganz Deutschland und darüber hinaus zu empfangende Zeitzeichensender DCF77 der damaligen Deutsche Bundespost Telekom diente dabei als Vorbild.
Im Jahr 1992 bildete der VDEW daraufhin eine Ad-hoc-Arbeitsgruppe "Rundsteuerung über den Rundfunk", deren Aufgabe die Erstellung einer Studie zur technischen Machbarkeit und Wirtschaftlichkeit der Funk-Rundsteuerung war. Die Studie bewies, dass die Funkrundsteuertechnik technisch möglich sei und im Vergleich zur Tonfrequenz-Rundsteuerung nach Überschreiten einer kritischen Masse (ca. 3 % der damals eingebauten Rundsteuerempfänger) sogar wesentlich günstiger sei.
Eine Industrie-Arbeitsgruppe machte sich ab November 1992 die Aufgabe, das System zu definieren und Schnittstellen und technische Merkmale festzulegen. Gleichzeitig führte die Deutsche Telekom in den Jahren 1992 und 1993 einen Feldtest durch, der die Bitfehlerrate im vorgesehenen Langwellenkanal (Sender Mainflingen, 129,1 kHz) bei verschiedenen Baudraten feststellen sollte. Von der DeTeWe Funkwerk Köpenick GmbH wurden hierfür Funk-Messempfänger bereitgestellt.
Im August 1993 ist daraufhin die Betriebsgesellschaft Europäische Funk-Rundsteuerung GmbH (EFR) gegründet worden. Gesellschafter waren damals die Berliner Kraft- und Licht AG (BEWAG), die Isar-Amperwerke in München, das Fränkische Überlandwerk in Nürnberg (heute N-ERGIE) sowie das Überlandwerk Unterfranken in Würzburg. Ebenfalls ab August 1993 wurden Feldtests mit ersten Prototyp-Funk-Rundsteuerempfängern durchgeführt. Mitte des folgenden Jahres konnten bei der BEWAG die ersten Fertigungsmuster der Funk-Rundsteuerempfänger eingebaut werden. Die Serienlieferung erfolgte ab 1995.

## Sendeanlagen
Zurzeit wird die Funkrundsteuerung über drei Langwellensender, den Sendeanlagen in Mainflingen bei Frankfurt am Main, dem Sender Burg bei Magdeburg sowie seit 2006 der Sender Lakihegy bei Szigetszentmiklós, Ungarn betrieben. Die beiden Sender in Deutschland sind – bis Ende 2007 zur Telekom-Tochter T-Systems gehörend – heute im Eigentum der Media Broadcast GmbH und werden im Auftrag der Europäische Funk-Rundsteuerung GmbH (EFR) betrieben.
Der Rundsteuersender in der Sendestelle Mainflingen, wo sich auch der Zeitzeichensender DCF77 befindet, arbeitet mit einer Nennleistung von 100 kW auf der Frequenz 129,1 kHz (DCF49), der Sender Burg mit 50 kW auf 139 kHz (DCF39) und der Sender Lakihegy mit 100 kW auf 135,6 kHz (HGA22).

## Funkrundsteuer-Empfänger

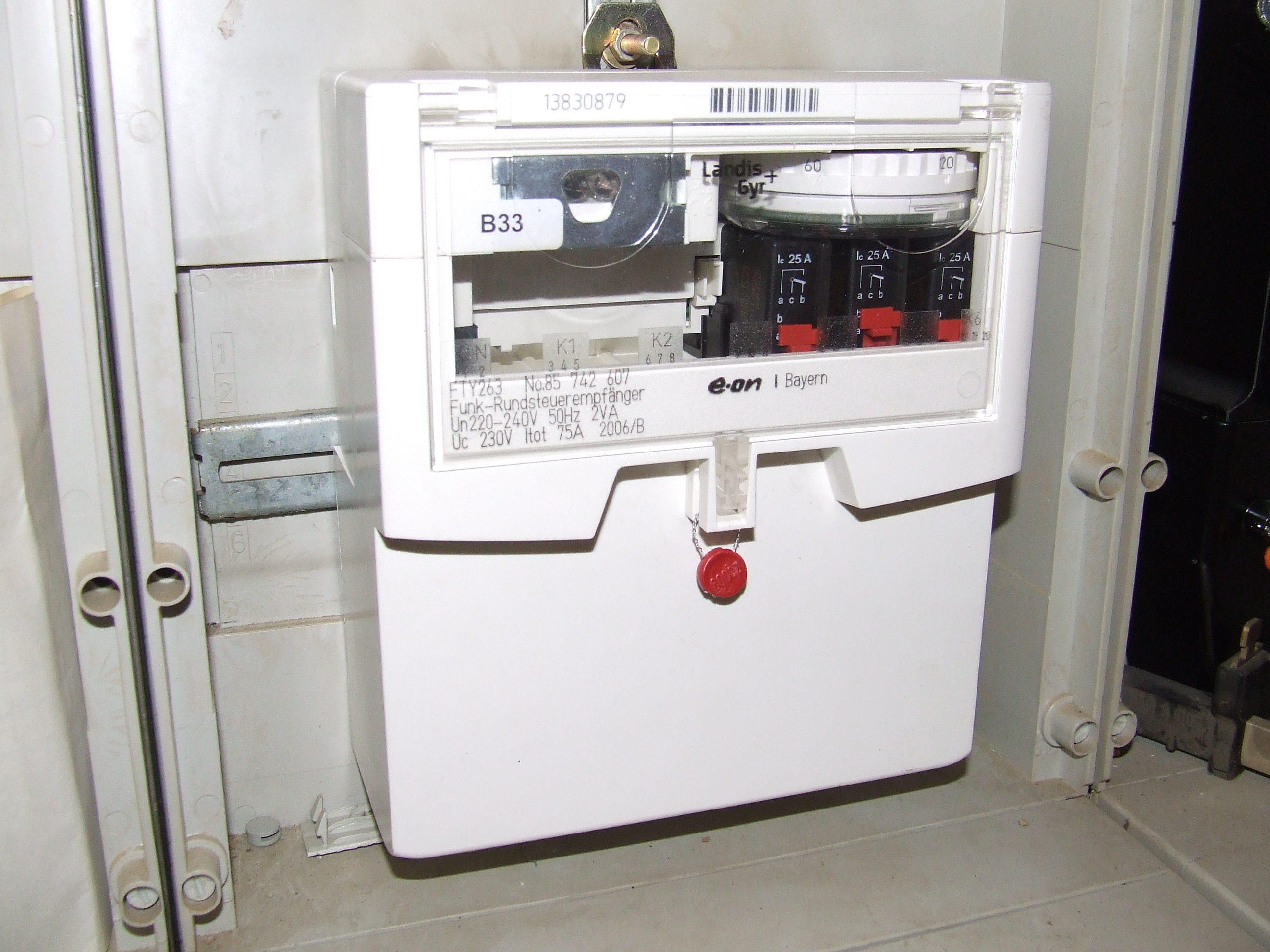
Funkrundsteuer-Empfänger zum Schalten von Nachtspeicherheizungen

Bei der Funkrundsteuertechnik wird im Vergleich zur Tonfrequenz-Rundsteuertechnik nicht zwingendermaßen jeder Schaltbefehl zum gewünschten Schaltzeitpunkt von der Sendezentrale ausgesendet. Die Funkrundsteuer-Empfänger beinhalten die Funktion einer programmierbaren Zeitschaltuhr, die ihre Schaltungen selbsttätig ausführt. Über den Funkkanal erfolgen lediglich die regelmäßigen Zeitsynchronisierungen der empfängerinternen Uhr, Umparametrierungen von Schaltzeitpunkten oder zeitunabhängige Schaltungen wie z. B. die helligkeitsabhängige Schaltung von Straßenbeleuchtungsanlagen. Die Funkrundsteuerempfänger beinhalten einen Langwellenempfänger und gelten rechtlich als Rundfunkempfangsgerät.

## Protokoll
Die meisten Telegramme sind wenige Bytes lang (ca. 1 Sekunde), aber eine Länge von 30 Bytes ist möglich. Die Reaktionszeit liegt bei wenigen Sekunden. Ein Telegramm wird asynchron mit 200 Baud und 340 Hz shift, mit 8 Datenbits und einem even parity bit gesendet. Das Protokoll ist in IEC 60870-5 oder im  870-5 (altes System) normiert. Ein Datentelegramm besteht aus 7 Headerbytes, einem User-Data-Feld mit bis zu 16 Bytes und einigen führenden Bytes:
```
     - Start        68h (h = hexadecimal)
     - L Feld
     - L Feld       Wiederholung
     - Start        68h
     - C Feld
     - A Feld
     - CI Feld
     - User data    0-16 Byte
     - Prüfsumme
     - Stop         16h
```

Nach dem Startzeichen 68hex, folgt das Längenfeld (L), welches zweimal gesendet wird, gefolgt von einem weiteren Startzeichen (68hex). Nach diesem folgt das C-Feld, das A-Feld und das CI-Feld. Das L definiert die Anzahl der user data bytes plus 3 (für C, A, CI). Das C-Feld (control-Feld, function-Feld) spezifiziert die Datenrichtung und ist zuständig für weitere Aufgaben. Das A-Feld (address-Feld) gibt die Empfängeradresse an; Adressen von 1 bis 250 können für individuelle Nutzer zugewiesen werden. Adresse 255 (FFhex) wird verwendet, um Informationen an alle Teilnehmer zu senden (broadcast). Dies wird z. B. beim Uhrzeit/Datum Update (alle 10 Sekunden) verwendet. Die Bedeutung des CI-Felds (control information field) ist noch nicht ganz klar. Eventuell wird es als Adressierungserweiterung verwendet. Meistens ist es mit dem A-Feld identisch. Auf das user-Datenfeld folgt eine Prüfsumme, welche aus dem least significant byte der arithmetischen Summe von C, A, CI und des letzten user bytes gebildet wird. Am Ende wird das Stoppzeichen 16hex gesendet. Die meisten Telegramme werden ein weiteres Mal gesendet. Aktuell variiert die Länge zwischen L = 5 bis L = 13. Manchmal wird der String "DCF49 TEST" im user data-Feld, mit L = 13, C = FFh, A = FFh (broadcast), CI = FFh gesendet.
Eine detailliertere Protokollspezifikation findet sich in der zugehörigen DIN-Norm.
Bei Versacom- und Semagyr-Übertragungsprotokoll laut DIN 43861 Teil 3 und 4 für Rundsteuerung => 7 Byte Header, Länge des frei belegbaren Informationsfelds 2-15 Bytes, 1 Byte Prüfsumme und Stopp-Byte nach FT1.2 erzeugt eine Gesamtlänge von 24 Bytes pro Datentelegramm.
```
     - Start        68h (h = hexadecimal)
     - L            Länge Userdaten
     - L            Wiederholung
     - Start        Wiederholung 68h
     - Telegrammnummer (07-F7h + 10h-Inkrement je Telegramm)
     - Anwenderadresse 1.Byte
     - Anwenderadresse 2.Byte
     - Userdaten    2-15 Bytes
       * Funktions- und Adressbyte
       * max. 5 Byte Funktionsspezifikation
       * Einzel- oder Gruppenadressierungsinformationen und Relaisinfo
     - Prüfsumme
     - Stop         16h
```

### Einzeladressierung
Für die Einzeladressierung stehen für die Adresse 3 Bytes zur Verfügung. Somit sind 16.777.215 Empfänger einzeln adressierbar.
```
Most significant Bit                                       Least significant Bit
||-|-|-|-|-|-|-|-||-|-|-|-|-|-|-|-||-|-|-|-|-|-|-|-||-|-|-|-|-|-|-|-||
       1 Byte            2Byte            3Byte           4Byte
||Relaiszuordnung||                   Einzeladresse                 ||
  | | |         |
  | | |         RelaisNr.1
  | | |
  | | |
  | |RelaisNr.6
  | Nicht benutzt
  Nicht benutzt

Wenn Relais Bit=1 dann Relais geschaltet.

```

```
 * Frame empfangen: Sonntag 10 Jun 17:02:19 2012
   Start-Marke: 68
   L-Feld: 0a
   Start-Marke: 68
   C-Feld: 65 Telegramm-Nummer: 6
   Adresse 1    (A-Field): 00
   Adresse 2   (CI-Field): 00
   RAW-HEX-DATEN:
   00 78 02 91   00000000 01111000 00000010 10010001   . x . .
   ea 06 0c      11101010 00000110 00001100            . . .
   Nutzdatenlänge: 7 byte
   Checksumme: 6c
   End-Marke: 16
   Übertragene Zeit: 17:02   Datum: 10.06.12

```

## Kosten
Bei Energieverbraucher.de werden Kosten pro Funk-Teilnehmer/Empfänger im Monat von 0,65 € beziffert.
Der Funkrundsteuerempfänger kostet hier 100 Euro (große Stückzahl). Empfangsmodule sind um 20 Euro erhältlich (z. B. Typen FUM2 FSK von hkw).

## Hersteller
- wireless netcontrol GmbH
- Prolan AG
- Landis+Gyr
- Langmatz
- HKW-Elektronik / EFR GmbH